# 絕地戰警
是一部1995年美國動作喜劇片，導演麥可·貝的電影處女作，唐·辛普森和傑瑞·布洛克海默製作，馬汀·勞倫斯和威爾·史密斯飾演的邁阿密警探馬可士·巴涅特（Marcus Burnett）與麥克·勞里（Mike Lowrey），講述兩人攜手合作追捕偷走大批毒品的毒梟。
電影於1995年4月7日在美國上映。雖然評價好壞參半，但在票房表現上取得成功，並吸引大批粉絲喜愛；之後推出了續集《绝地战警2》（2003年）。

## 劇情
邁阿密警察局的緝毒警探馬可士·巴涅特與麥克·勞里查獲了價值1億美元的黑手黨海洛因，但這些毒品某日遭人闖入警察保險庫中竊走。風紀組認為這是內部所為，並威脅要關閉整個部門，除非他們在五天內破案。麥克希望他的線人之一和前女友麥絲尋找有嫌疑的有錢人。她和好友茱莉參加前警察艾迪·多明格斯的派對。此時，法國毒梟富榭上門，殺死了麥絲和偷自己毒品的多明格斯，茱莉則逃過一劫。麥克請警局秘書法蘭欣協助，想取得警局資料庫加密的多明格斯資料，但徒勞無功。
茱莉致電警局，堅持只和麥絲的朋友麥克對話否則要立刻逃亡，當時只有長官霍華與馬可士在場，霍華要求馬可士假扮成麥克與茱莉碰面。在茱莉家中，馬可士和她遭富榭手下襲擊，兩人逃出後前往麥克家。麥克隔日與茱莉見面，馬可士和麥克繼續冒充彼此以取信於茱莉，另一方面，馬可士為了不讓妻子泰蕾莎疑心，假裝到克里夫蘭出差。馬可士和麥克前往地獄俱樂部（Club Hell）追查幫兇之一，但茱莉偷偷到達現場企圖槍殺富榭；茱莉失手引起騷動，三人與追逐者展開飛車追逐，最後炸死了敵方。從車禍的新聞畫面中，泰蕾莎得知丈夫欺騙自己。
麥克和馬可士與他們的老線人喬喬見面，得知瞭解毒品的化學家位置。三人回到麥克的公寓，泰蕾莎來到此處質問丈夫，並證實了茱莉的懷疑：馬可士和麥克一直在冒充對方。茱莉認為自己的行蹤洩漏了想離開，但富榭出現並綁架了茱莉。麥克和馬可士的部門被風紀組關閉後，霍華延遲了命令，給麥克和馬可士更多時間來破案。他們破解了多明格斯的私人警察數據庫資料，得知警局秘書法蘭欣是多明格斯的前女友，法蘭欣坦白她遭到富榭和多明格斯強拍裸照，威脅她洩漏警局的毒品資料。
麥克和馬可士帶著桑奇士和魯伊斯警探前往邁阿密-奧帕克洛克行政機場。在激烈的槍戰之後，他們殺死了富榭的人馬，並營救了茱莉。他們開車追趕富榭，透過逼車的方式讓將他的車駛入水泥路障。富榭企圖逃跑但被麥克打傷腿；馬可士勸搭檔別殺對方時，富榭趁他們不注意拔槍攻擊，但被麥克及時開槍反擊，為麥絲報仇。精疲力竭的馬可士將麥克與茱莉銬在一塊，自行離去並渴望與妻子團聚。

## 演員
- 馬汀·勞倫斯飾演馬可士·邁爾斯·巴涅特警探（Detective Sergeant Marcus Miles Burnett）
- 威爾·史密斯飾演麥可·尤金·「麥克」·勞里警探（Detective Sergeant Michael Eugene 'Mike' Lowrey）
- 蒂雅·李歐妮飾演茱莉·莫特（Julie Mott）
- 傑奇·卡尤飾演安托萬·富榭（Antoine Fouchet）
- 泰蕾莎·藍道（英语：Theresa Randle）飾演泰蕾莎·巴涅特（Theresa Burnett）
- 喬·潘托利亞諾飾演康拉德·霍華警監（Captain Conrad Howard）
- 瑪格·海根柏格飾演艾莉森·辛克萊警監（Captain Alison Sinclair）
- 奈斯特·瑟拉諾（英语：Nestor Serrano）飾演桑奇士警探（Detective Sanchez）
- 胡里奥·奥斯卡·门乔索（英语：Julio Oscar Mechoso）飾演魯伊斯警探（Detective Ruiz）
- 米高·伊派里奧里飾演「喬喬」喬（Joe 'Jo-Jo'）

## 製作
《絕地戰警》前製階段，監製唐·辛普森和傑瑞·布洛克海默最初想讓達納·卡維及喬恩·拉威茨主演。當時片名為。但後來改由馬汀·勞倫斯及威爾·史密斯主演電影，兩人分別因當紅影集《馬汀》和《新鮮王子妙事多》而聞名。導演麥可·貝不喜歡劇本，經常讓史密斯和勞倫斯討論如何改善對話和場景，且在正式拍攝時讓他們即興發揮。據DVD評論中的貝所述，在電影結尾處，史米斯飾演的麥克向勞倫斯的馬可士說：「我愛你，伙計。」以象徵搭檔倆的友誼；但史密斯不肯，使雙方在此事上爭論半天。最後貝受夠後放棄了這一想法，但史米斯就此改變主意，願意說出這句台詞。
主要攝影始於1994年6月27日，地點在邁阿密市中心附近的公司，原本劇組打算選在紐約市取景。該處包括南海灘的潮汐酒店（South Beach's Tides Hotel）、科勒尔盖布尔斯比尔特莫酒店、邁阿密-戴德縣法院以及私人島嶼上價值數百萬美元的房地產。邁阿密市中心阿爾弗雷德·杜邦大樓的二樓改成了警察局。一艘毒品實驗室貨輪停於邁阿密河。電影最後的高潮戲拍攝於奧帕克洛克行政機場。製作於8月31日結束。

## 續集
續集《絕地戰警2》於2003年推出，同由麥可·貝執導，勞倫斯和史密斯主演。

## 外部連結
- 互联网电影数据库（IMDb）上《絕地戰警》的资料（英文）
- 爛番茄上《絕地戰警》的資料（英文）
- 豆瓣电影上《絕地戰警》的資料 （简体中文）
- Box Office Mojo上《絕地戰警》的資料（英文）
- Metacritic上《絕地戰警》的資料（英文）